# David Gallagher
David Lee Gallagher, född 9 februari 1985 i Queens i New York, är en amerikansk skådespelare. Han är mest känd för sin roll som Simon Camden i TV-serien Sjunde himlen (7th Heaven).